# Жовнові фосфорити
Жовнові фосфорити — конкреційні утворення, що складаються з уламків зерен кварцу, глауконіту, кальциту та інших мінералів, зцементованих мікрокристалічним або аморфним фосфатом. Залягають такі Ф. здебільшого серед пісків, глин, крейди, мергелю та сланців різного віку. Вміст Р2О5 в них коливається від 12 (піщанисті фосфорити) до 38% (кулясті). 
Приклади родовищ жовнових Ф.: Щигровське родовище — в Курській області (РФ), Синичино-Яремівське ― в Харківській області, Незвиське — в Івано-Франківській області, Жванське — в Хмельницькій області.
За насиченістю фосфатами та текстурними особливостями виділяються жовнові (конкреційні), зернисті, черепашкові й масивні мікрозернисті фосфорити.